# Substytucja rodnikowa
Substytucja rodnikowa – chemiczna reakcja podstawienia (substytucji) przebiegająca poprzez mechanizm rodnikowy. Typowym przykładem jest reakcja alkanów z fluorowcami , jednak reakcji tej ulega wiele klas związków organicznych, także nienasycone i aromatyczne.
Pierwszym etapem reakcji, tzw. inicjacją, jest powstanie rodników, co zazwyczaj jest wynikiem homolitycznego pęknięcia wiązania pojedynczego:
A−B  →  A· + B·
Reakcja ta może zostać wymuszona, np. pod wpływem promieniowania UV lub ciepła. W wielu reakcjach substytucji rodnikowej stosuje się inicjatory reakcji, tj. związki spontanicznie rozpadające się na rodniki, np. nadtlenki.
Przykładowo, w reakcji metanu z chlorem, inicjacją jest rozpad cząsteczki Cl
2 pod wpływem światła lub ciepła rozpada się na dwa atomy (będące rodnikami, gdyż zawierają niesparowane elektrony):
Cl−Cl  →  2Cl·
Kolejnym etapem jest właściwa substytucja (etap wzrostu):
Cl· + CH
4  →  HCl + CH
3·
CH
3· + Cl
2  →  CH
3Cl + Cl·
Sumarycznie:: CH
4 + Cl
2  →  CH
3Cl + HCl
Proces ten jest reakcją łańcuchową.
Reakcja kończy się etapem terminacji, polegającym na kombinacji dwóch rodników:
Cl· + Cl·  →  Cl
2
CH
3· + CH
3·  →  C
2H
6
CH
3· + Cl·  →  CH
3Cl
W przypadku substytucji rodnikowej na atomie chiralnym, praktycznie zawsze następuje racemizacja.
Substytucja rodnikowa jest oznaczana symbolem SR.